# Héroes del Silencio
Héroes del Silencio (spanska: Heroes of Silence) (välkänd som Héroes eller HDS) var ett spanskt rockband från Zaragoza, bildat av gitarristen Juan Valdivia och sångaren Enrique Bunbury. Uppställningen kompletterades av basisten Joaquín Cardiel och trummisen Pedro Andreu. Under 1980-talet upplevde de framgångar runt om i Spanien och Amerika, och i olika europeiska länder, inklusive Tyskland, Belgien, Schweiz, Frankrike, Jugoslavien och Portugal. De etablerade sig som en av de största bidragsgivarna till Rock en español-scenen och anses vara ett av de bästa banden genom tiderna i den genren.[1] Deras varumärken är deras invecklade texter, komplicerade arrangemang och exakta rytm.[2] Efter tolv år och många album bröts bandet upp 1996. När sångaren Enrique Bunbury startade ett soloprojekt följde även andra medlemmar i bandet en annan musikalisk väg. 2007, som en del av ett 20-årsjubileum och 11 år efter deras uppbrott, organiserade de en världsturné på 10 konserter.
Bandets särart var en mycket karaktäristisk bild med en mycket speciell ikonografi och symbolik, och en musik präglad av tvetydiga och transcendentala texter, komplicerade arpeggion och en gedigen rytmisk bas. Bland dess influenser finns William Blake, Charles Baudelaire, Led Zeppelin och The Cult.[3][4]
2021 hade Netflix premiär för dokumentären "Heroes: Silencio and Rock & Roll" som täcker hela bandets historia som berättas av medlemmarna.

## Diskografi

### Studioalbum
- Héroe de Leyenda (EP) (1987)
- El Mar No Cesa (1988)
- Senderos de Traición (1990)
- El Espíritu del Vino (1993)
- Avalancha (1995)

### Liveinspelningar
- En Directo (1989)
- Senda '91 (Las Rozas (Madrid), 26 september 1991)
- Parasiempre (första skivan från en konsert i Zaragoza 8 juni 1996, andra skivan från Madrid 7 juni 1996)
- Tour 2007 (2007)